# WMS Gaming
WMS Gaming es un fabricante de máquinas tragamonedas, terminales de video lotería y software para ayudar a los casinos a administrar sus operaciones de juego. También ofrece juegos en línea y móviles. La compañía tiene su sede en Chicago, Illinois. WMS es una subsidiaria de WMS Industries, que se convirtió en una subsidiaria de propiedad absoluta de Scientific Games Corporation en 2013. 
WMS entró en el mercado de las máquinas tragamonedas de bobinas en 1994, y en 1996, presentó su primera máquina tragamonedas de casino, Reel 'em In, una máquina tragamonedas de video "bonificación secundaria de varias líneas y monedas múltiples". Siguió esto con una serie de juegos similares como Jackpot Party, Boom y Filthy Rich . En 2001, introdujo su serie de  tragamonedas de "participación" con temática de Monopoly. Desde entonces, WMS Gaming ha seguido obteniendo licencias para fabricar máquinas de juego con varias marcas famosas adicionales. La empresa continúa vendiendo máquinas de juego y comercializando sus juegos de participación. 

## Historia
WMS Gaming es una subsidiaria de WMS Industries, cuyas raíces se remontan a la fundación de la Compañía Manufacturera Williams en 1943. En las últimas décadas del siglo XX, Williams produjo máquinas de pinball y juegos de video arcade. Para 1996, WMS había transferido su biblioteca de videojuegos a su subsidiaria de videojuegos, Midway Games, que se hizo pública y finalmente se deshizo a fines de la década de 1990. Con el rápido declive de la industria de las máquinas recreativas en la década de 1990, el negocio de pinball de la compañía dejó de ser rentable y WMS vendió la línea de pinball en 2000.
Mientras tanto, en 1991, WMS creó una nueva división, Williams Gaming, para ingresar a los mercados del juego y la video lotería estatal, desarrollando y lanzando sus primeras terminales de video lotería para el mercado de Oregón en 1992. Williams Gaming ingresó al mercado de las máquinas tragamonedas de bobina en 1994, pero las raíces de la empresa en el mundo de los videojuegos acabaron demostrando su fuerza cuando, en 1996, introdujo su primera máquina tragamonedas de casino, Reel 'em In, una "de varias líneas y varias monedas de bono secundario ". WMS siguió a esto con un número de juegos exitosos similares como Jackpot Party, Boom y Filthy Rich . Durante la década de 1990, la industria del juego creció a medida que otros estados permitieron los juegos de casino y los juegos de lotería de video, y las tribus nativas americanas construyeron casinos de juegos. La división se incorporó como WMS Gaming en 1999 y desde entonces se ha centrado exclusivamente en la fabricación, la venta, el arrendamiento, la concesión de licencias y la gestión de máquinas de juego.
En 2001, se descubrió una falla en el software de la compañía que permitía a los jugadores obtener créditos en algunas máquinas sin pagar por ellas. El líder de la industria IGT también demandó a WMS por infracción de patente relacionada con sus juegos de carrete, ganando un juicio que requería que WMS limitara la flexibilidad de su línea de juegos de carrete. La nueva plataforma operativa de video de WMS Gaming, CPU-NXT, debutó en 2003. Empleaba una arquitectura más rápida y abierta que aprovechaba las economías de escala de las que gozan Intel y otros proveedores de componentes para PC. La plataforma de máquinas tragamonedas se basa en el sistema operativo Linux, inicialmente funcionaba en un procesador Intel Pentium III y fue la primera en usar memoria flash  en lugar de memoria de solo lectura programable y borrable .
Para 2001, WMS introdujo su exitosa serie de máquinas tragamonedas de "participación" con temática de Monopoly, que la empresa licencia o arrienda a los casinos, en lugar de vender los juegos a los casinos. Los posteriores juegos de participación  de la empresa han incluido máquinas basadas en marcas conocidas relacionadas con el entretenimiento como Men in Black, Hollywood Squares, The Wizard of Oz, Star Trek, The Lord of the Rings y Clue . Algunos de estos juegos están conectados en red dentro de los casinos e incluso entre varios casinos para que los jugadores tengan la oportunidad de ganar grandes botes en función de la cantidad de máquinas en la red. Estos juegos de marca resultaron populares entre los jugadores y rentables para WMS, ya que los ingresos netos por licencias y las tarifas de arrendamiento generadas por cada juego han excedido los márgenes de beneficio de sus juegos en venta. Los ingresos de la compañía crecieron a un máximo de $ 783.3 millones en 2011, pero disminuyeron a $ 689.7 millones en 2012.
La empresa matriz de WMS Gaming, WMS Industries, se fusionó con Scientific Games en octubre de 2013, convirtiéndose en una subsidiaria de propiedad absoluta de Scientific Games. Scientific Games pagó $ 1.5 mil millones por WMS, y los accionistas de WMS recibieron $ 26.00 por acción. En el momento de la fusión, las acciones de la compañía dejaron de cotizarse en la Bolsa de Nueva York.

## Productos, tecnología, negocios.
Los productos de WMS Gaming han ayudado a alejar la tendencia de la industria de las máquinas tragamonedas mecánicas genéricas hacia juegos que incorporan propiedades intelectuales familiares y formas más creativas de pagar. Durante más de un siglo, comenzando a fines de 1800, los carretes mecánicos de máquinas tragamonedas emplearon temas limitados: juegos de cartas, herraduras, campanas y estrellas, variedades de frutas, barras negras y la Campana de la Libertad. La máquina tragamonedas de video de WMS de 1996, Reel 'em In, introdujo pagos de bonos secundarios de varias líneas y monedas múltiples. Más tarde, los temas con licencia de la compañía, comenzando con Monopoly, ayudaron a expandir en gran medida sus ventas y ganancias.
Algunos de los diseños de productos de WMS Gaming reflejan los cambios demográficos de su industria. Los jugadores más jóvenes criados en videojuegos a menudo buscan experiencias más desafiantes, tanto físicas como mentales, que las mujeres de entre 55 a 65 años, el público tradicional de las máquinas tragamonedas. En consecuencia, algunas de las máquinas de la compañía incorporan sonido envolvente, pantallas planas e imágenes animadas a todo color.
La compañía también fabrica la serie G+ de tragamonedas de carrete de video, la familia de máquinas tragamonedas interconectadas Community Gaming, así como juegos de póker y terminales de video lotería . WMS comenzó a ofrecer juegos en línea en 2010 a personas mayores de 18 años en el Reino Unido y en 2011 en los Estados Unidos en www.jackpotparty.com.  En 2012, WMS se asoció con Large Animal Games para incorporar varios de los juegos de máquinas tragamonedas de WMS en una aplicación de juegos de Facebook con temas de cruceros titulada "Lucky Cruise". Jugando a los juegos y pidiendo ayuda a los amigos de Facebook, los jugadores pueden acumular "amuletos de la suerte" (en lugar de dinero). El juego es similar a jugar en una máquina tragamonedas, pero incluye un "componente de estrategia ligero".
En 2012, después de experimentar una disminución en los ingresos del mercado de casinos en contracción, la compañía introdujo los juegos en los dispositivos móviles y centró sus esfuerzos en expandir sus ofertas de juegos en línea. La empresa también fue pionera en el desarrollo de experiencias de juego interactivas multijugador, como Community Gaming, que permitieron a varios usuarios participar simultáneamente en bonificaciones compartidas. Para los casinos, introdujo los juegos de video póker My Poker .
Las tecnologías de juegos WMS incluyen: 
- Plataforma de juegos Transmissive Reels, que emplea animación de video que se muestra alrededor, aparentemente y de forma interactiva con carretes mecánicos. La tecnología se basa en la plataforma operativa CPU-NXT2.[17]
- Plataformas operativas . La plataforma operativa CPU-NXT2, que incorpora un procesador Intel Pentium IV, hasta 2 gigabytes de memoria de acceso aleatorio, un conjunto de chips gráficos ATI 3-D y una unidad de disco duro de 40 gigabytes, se utiliza en la mayoría de los juegos.[10] La plataforma operativa CPU-NXT3 se introdujo en 2012 para juegos de participación y nuevos gabinetes.[11]
- Gabinetes: el gabinete de juegos Bluebird2, que incluye una pantalla doble de 22 pulgadas de ancho, pantallas de alta definición, altavoces Bose y una impresora iluminada y un aceptador de billetes, fue presentado en 2008.[18] Los gabinetes Blade y Gamefield xD se introdujeron en 2013.

Aproximadamente el 70% de los ingresos de WMS provienen de clientes estadounidenses. Su oficina corporativa y sus instalaciones de fabricación se encuentran en Las Vegas, Nevada. Tiene otras oficinas de desarrollo, ventas y servicios de campo en los Estados Unidos e instalaciones internacionales de desarrollo y distribución ubicadas en Argentina, Australia, Austria, Canadá, China, India, México, Países Bajos, Sudáfrica, España y el Reino Unido y un centro de juegos en línea en Bélgica.